# Eringer

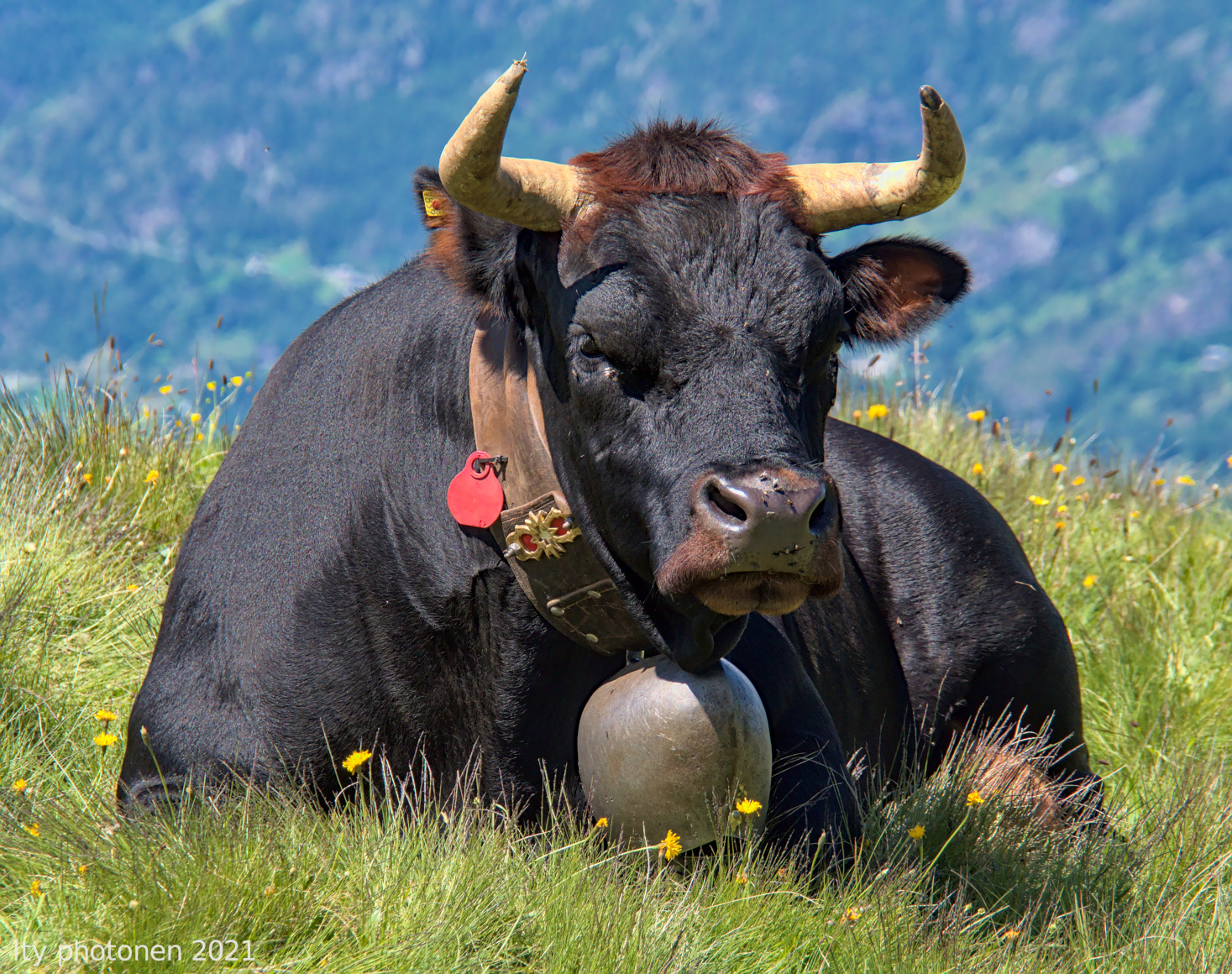
Eringerkuh

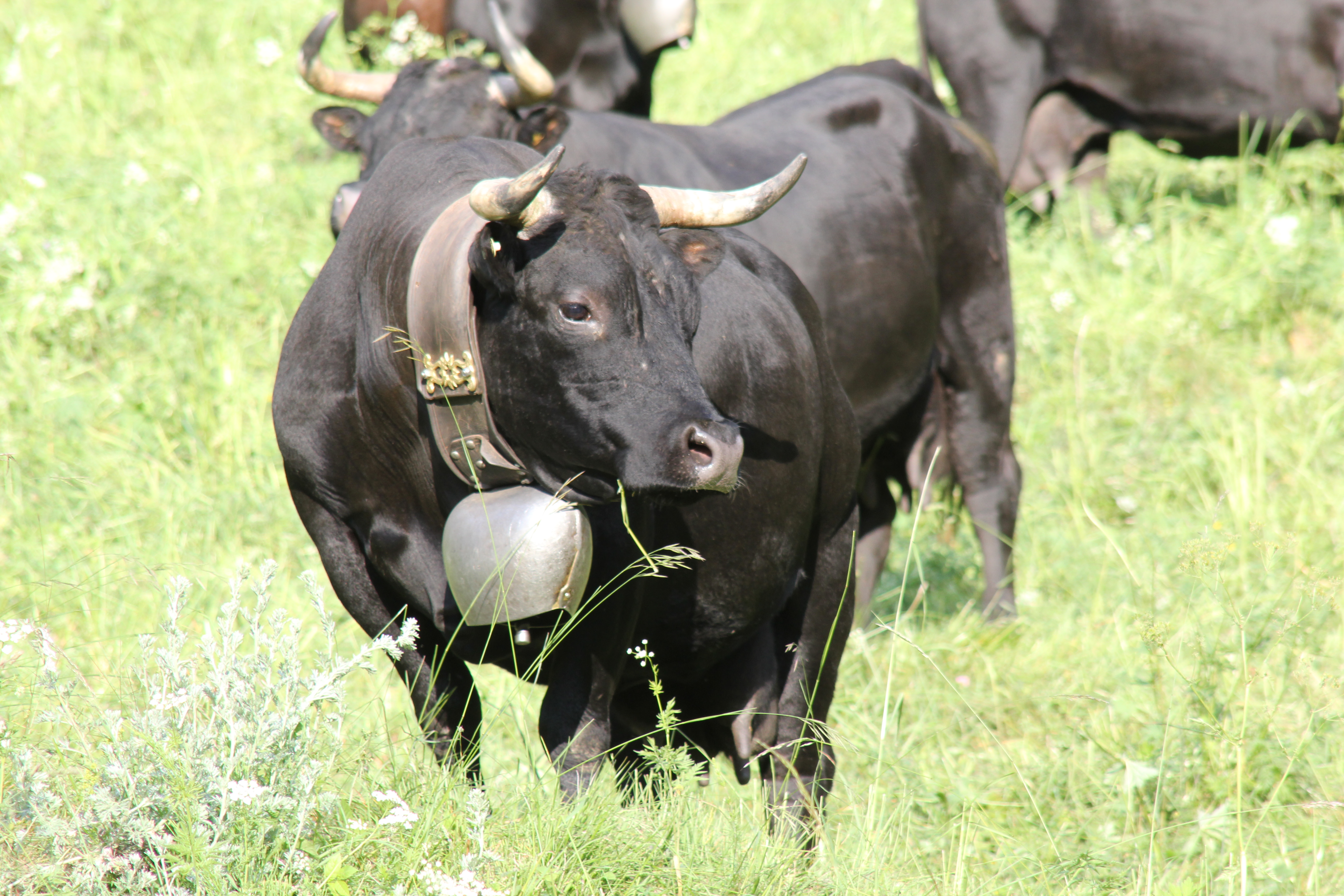
Eringerkuh mit Glocke

Das Eringer (französisch Hérens) ist eine Hausrindrasse, die insbesondere im Kanton Wallis gehalten wird. Sie zählt zu den alten Haustierrassen. Namensgebend ist das Eringertal (französisch Val d’Hérens).

## Erscheinungsmerkmale

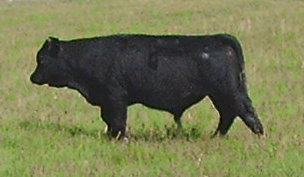
Eringer Jungstier

Das Eringer gehört zu den kleinsten Rinderrassen Europas. Die Tiere haben ein dunkelrotes bis schwarzes Haarkleid. Gescheckte Tiere sind selten, aber durch den Rotanteil kann es Mischformen geben, z. B. helle Flotzmäuler oder rote Rücken und Stirnen. Kennzeichnend ist der kurze und breite Kopf, der eine konkave Stirnlinie hat. Die Tiere sind stark bemuskelt und sehr flink, was die exzellente Berggängigkeit erklärt. Beide Geschlechter haben kräftige Hörner, die bei Geburt schwarz und nach rund 18–24 Monaten hell weiterwachsen. Dies ergibt die typischen Eringerhörner, welche am Ansatz, der gut 5–8 cm Durchmesser haben kann, weiss ist und in schwarzen Spitzen ausläuft.
Die Rinder sind angenehm und ruhig im Umgang und haben einen sehr starken Herdenzusammenhalt. Auf der Weide und im Stall gibt es eine strikte Rangordnung, selbst unter den Kälbern. Die Tiere sind sehr neugierig, verteidigen sich aber gegen Bedrohungen.
Die Widerristhöhe beträgt bei Stieren 125 bis 134 Zentimeter. Sie wiegen ausgewachsen zwischen 650 und 750, selten bis über 1000 Kilogramm. Die Widerristhöhe der Kühe beträgt zwischen 118 und 128 Zentimeter. Ihr Gewicht beträgt 500 bis 600, selten bis über 800 Kilogramm. Die Kuh mit dem höchsten je gewogenen offiziellen Kampfgewicht im Wallis wog 867 Kilogramm (April 2009). Sie gelten als fleischbetonte Zweinutzungsrasse. Ihre Milchleistung liegt bei 3200 Kilogramm pro Jahr, meist aber deutlich darunter, da die Milchmenge und die Fleischigkeit umgekehrt korreliert sind. Durch ihre Auslegung als Zweinutzungsrasse kann sowohl Milchwirtschaft wie auch Mutterkuh-Haltung betrieben werden.
Die Rinder gelten als anspruchslos und anpassungsfähig. Sie können durch ihre Trittsicherheit auch Höhenweide oder sehr steile Alpwiesen beweiden. Sie kalben in der Regel selbständig und ohne Probleme ab. Auch sind durch das tiefe Leistungsniveau und die allgemeine Robustheit Krankheiten (Festliegen/Kalziummangel, Mastitis, Klauenprobleme etc.) und Verletzungen selten.

## Zuchtgeschichte
Die Vorfahren dieser Rasse sollen bereits mit den Römern in das Gebiet des heutigen Wallis gekommen sein. Ein Rassestandard für diese alte Rasse wurde jedoch erst 1884 festgelegt. 1917 erfolgte die Gründung eines eigenen Zuchtverbandes.
Unter Verwendung von Eringer Rindern wurden mehrfach andere Rinderrassen gezüchtet, die im Alpenraum eine Rolle gespielt haben. So soll beispielsweise auch das Tuxer Rind, das Evolèner und die Pustertaler Schecken vom Eringer abstammen. Die Bestände des Eringer-Rindes sind seit den 1960er-Jahren jedoch zurückgegangen. Im Jahr 2000 betrug der Bestand etwa 13'500 Tiere. Reinrassige Stiere, die zur Besamung dienen, befinden sich unter anderem auf einer Besamungsstation in Mülligen.

## Der Kuhkampf
Eringer Kühe gelten als eine Rasse, bei der auch die Kühe ein hohes Aggressionspotential haben.
Sowohl Kühe als auch Färsen lässt man im Frühjahr in fünf Gewichtsklassen gegeneinander kämpfen. Siegertiere erzielen hohe Verkaufspreise. Diese Kuhkämpfe sind heute im Wallis eine grosse Touristenattraktion und für viele Halter der Anlass, diese Tiere im Nebenerwerb zu halten.

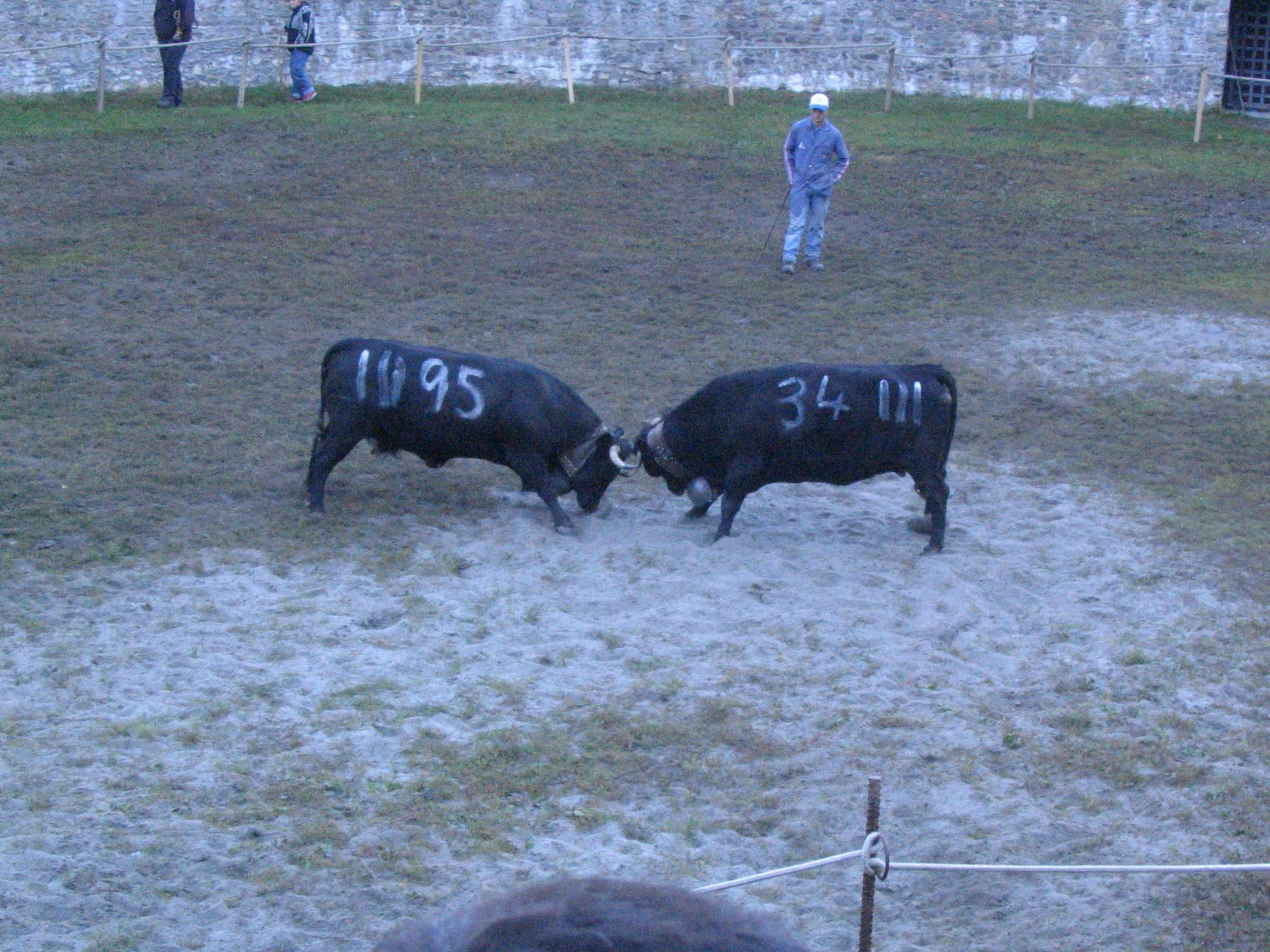
Kuhkämpfe zwischen Eringer-Kühen gehören mittlerweile zu den touristischen Attraktionen im Wallis
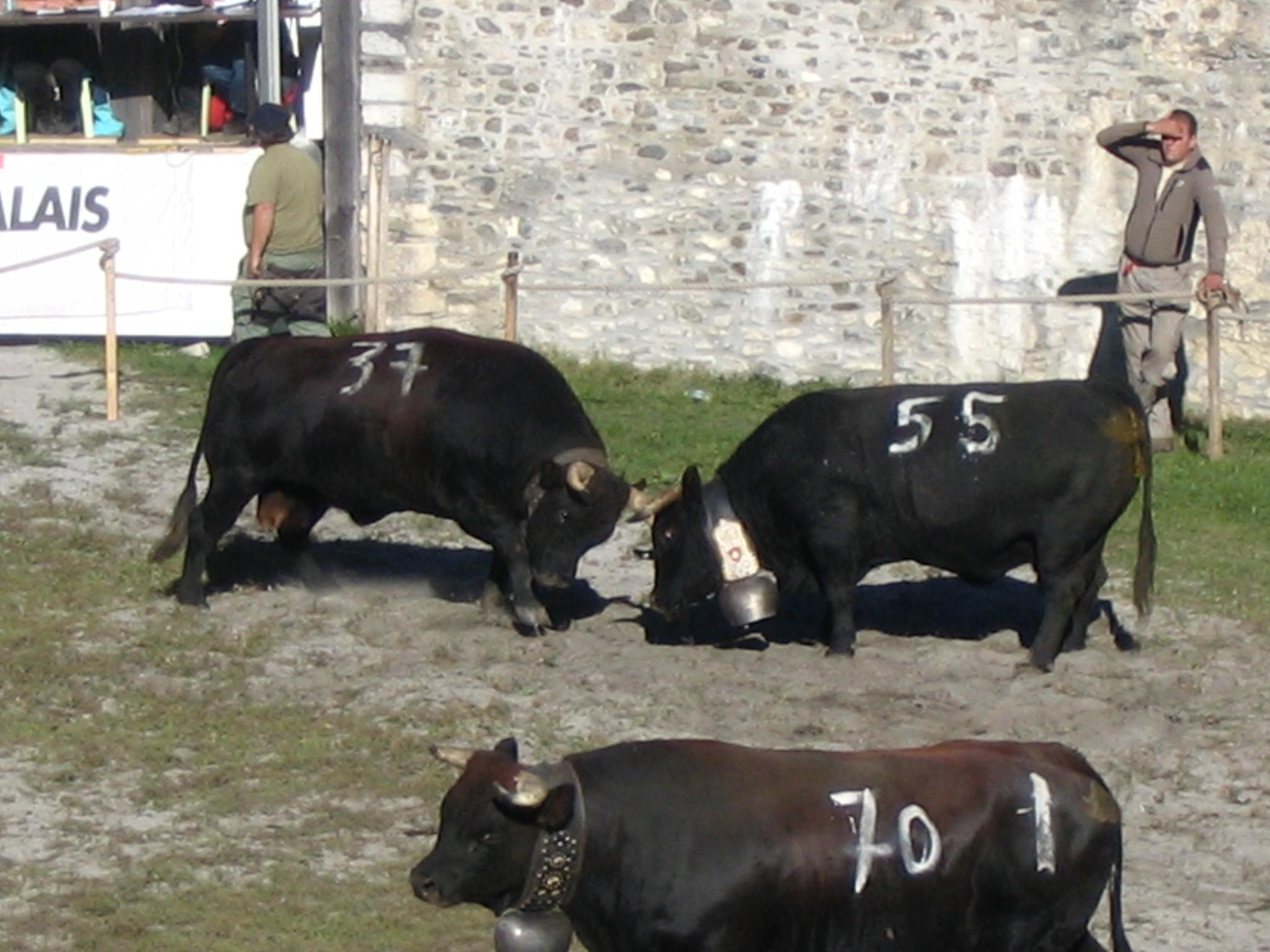
Kampf zwischen Eringer-Kühen
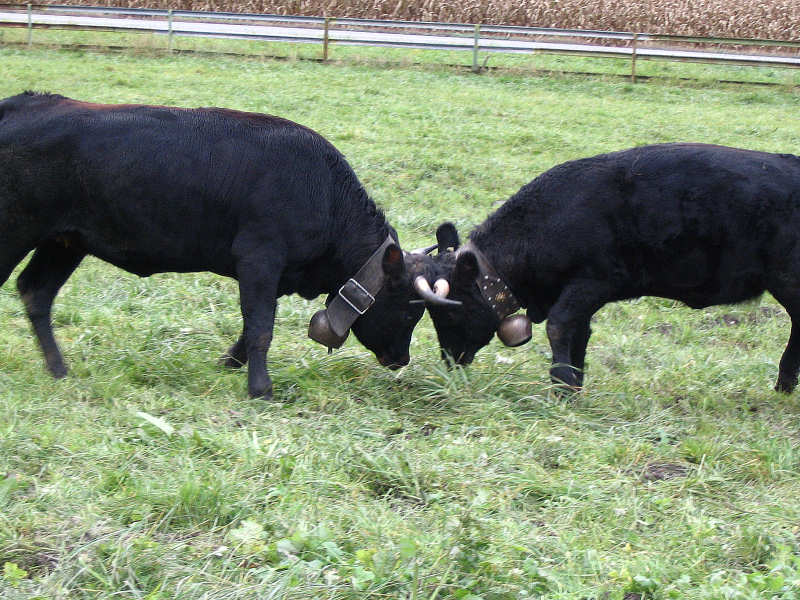
Kampf zwischen Eringer-Kühen
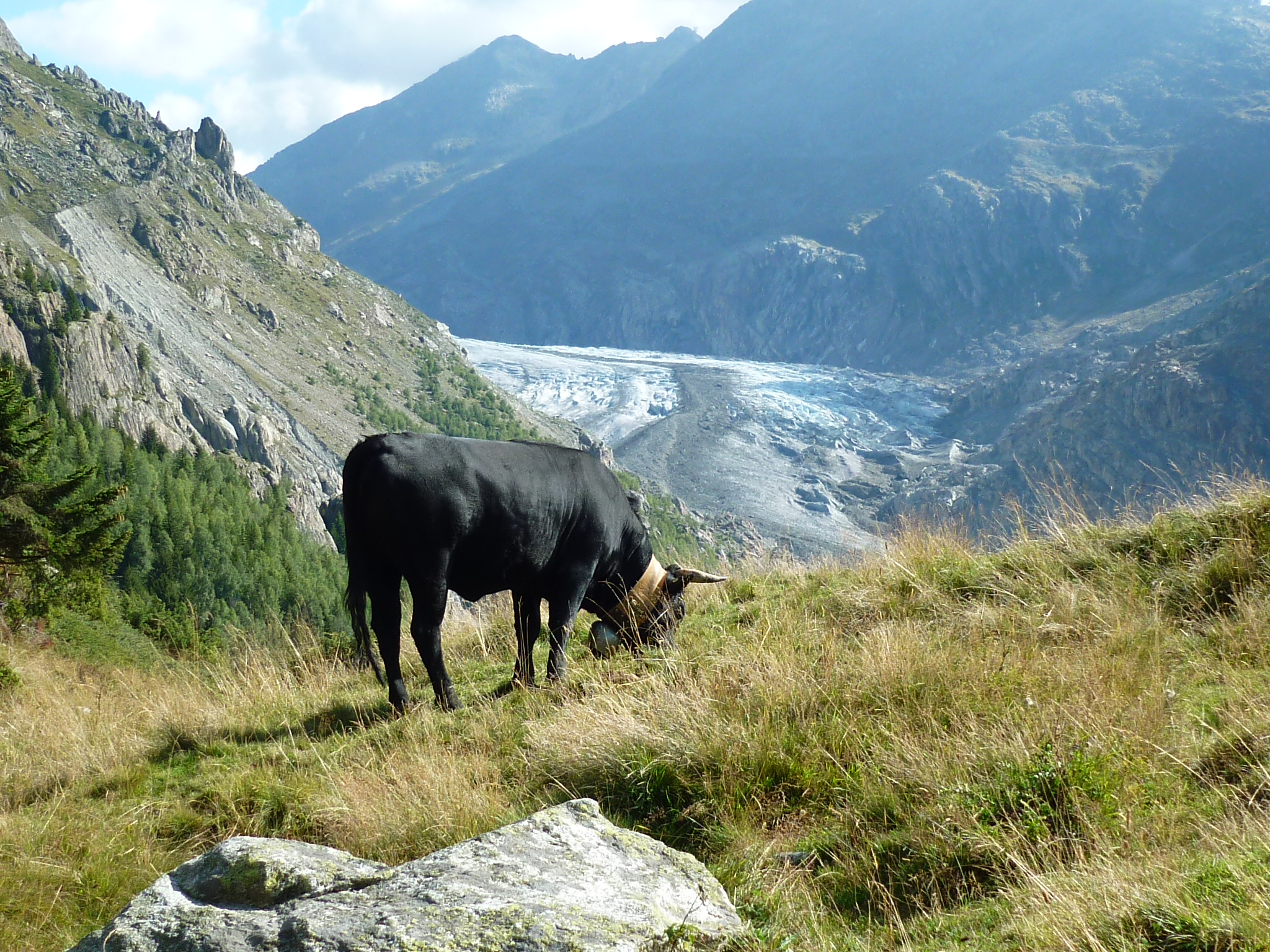
Eringerrind beim Aletschgletscher
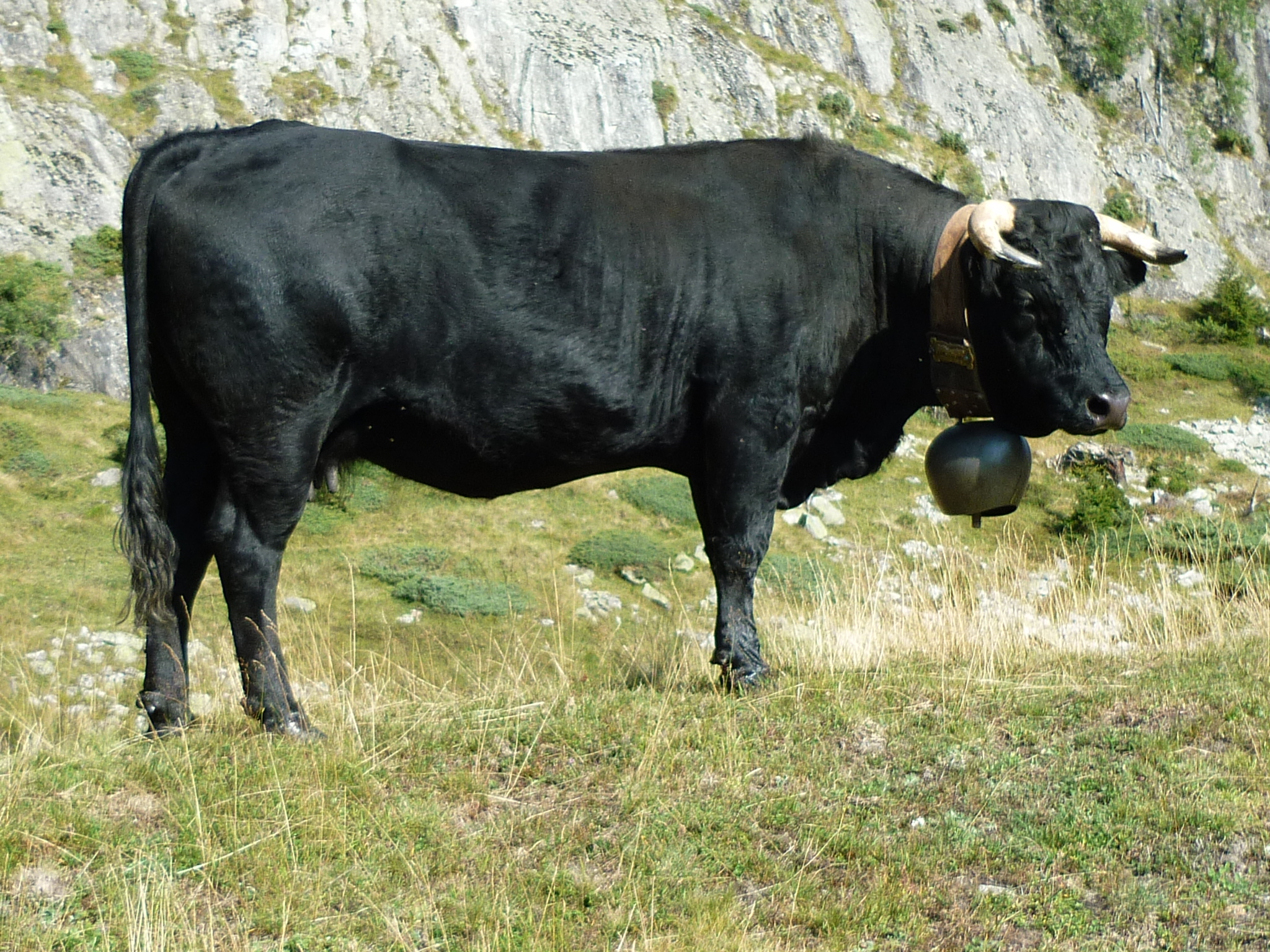
Eringer Rind